# Nederländernas Grand Prix 1963
Nederländernas Grand Prix 1963 var det tredje av tio lopp ingående i formel 1-VM 1963.  

## Resultat
1. Jim Clark, Lotus-Climax, 9 poäng
2. Dan Gurney, Brabham-Climax, 6
3. John Surtees, Ferrari, 4
4. Innes Ireland, BRP-BRM, 3
5. Richie Ginther, BRM, 2
6. Ludovico Scarfiotti, Ferrari, 1
7. Jo Siffert, Siffert Racing Team (Lotus-BRM)
8. Jim Hall, BRP (Lotus-BRM)
9. Carel Godin de Beaufort, Ecurie Maarsbergen (Porsche)
10. Trevor Taylor, Lotus-Climax
11. Joakim Bonnier, R R C Walker (Cooper-Climax)

### Förare som bröt loppet
- Graham Hill, BRM (varv 69, överhettning)
- Jack Brabham, Brabham-Climax (68, olycka)
- Chris Amon, Reg Parnell (Lola-Climax) (29, vattenpump)
- Giancarlo Baghetti, ATS (17, tändning)
- Phil Hill, ATS (15, upphängning)
- Tony Maggs, Cooper-Climax (14, överhettning)
- Bruce McLaren, Cooper-Climax (7, växellåda)
- Gerhard Mitter, Ecurie Maarsbergen (Porsche) (2, koppling)